# I due cuori di Kwasi Boachi
I due cuori di Kwasi Boachi (in olandese: De zwarte met het witte hart) è il primo racconto pubblicato nel 1997 dell'autore olandese Arthur Japin. La storia racconta di due principi ashanti, Kwame Poku e Kwasi Boachi, che vennero presi dall'attuale Ghana e portati alla corte di re Guglielmo II dei Paesi Bassi nel 1837 per ricevere un'educazione, come parte degli accordi tra olandesi ed ashanti. I due ragazzi vennero cresciuti ed educati nei Paesi Bassi, ma se Kwame decise di tornare in Africa, Kwasi continuò a studiare in Germania e si guadagnò una posizione nelle Indie orientali olandesi. Il racconto è un dipinto post-coloniale del passato coloniale olandese. È divenuta poco dopo la sua pubblicazione un bestseller e venne tradotta in tutto il mondo. Oggi il libro è considerato un classico della letteratura moderna olandese.

## Trama

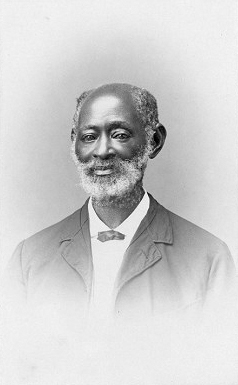
Kwasi Boachi, protagonista del romanzo, in una fotografia del 1900

Il racconto si pone come un romanzo storico basato su un ipotetico diario scritto nel 1900 da Kwasi Boachi, uno dei due principi ashanti che vennero portati nei Paesi Bassi nel 1837. Il racconto è perlopiù basato su fatti storici, ed in parte è ambientato nella Costa d'Oro olandese. Kwasi ed il suo compagno, il principe Kwame Poku, studiano alla scuola di Delft e trovano il modo per essere notati subito a corte, la quale tende a vedere i due giovani con curiosità. Kwasi e Kwame crescono, ma con caratteri diversi: Kwasi sceglie di assimilarsi alla cultura olandese, rinnegando il proprio passato africano, mentre Kwame non è in grado di adattarsi alla sua nuova patria. Ritorna in Africa, ma si trova ormai estraniato in quanto ha dimenticato persino il suo linguaggio nativo, venendo rifiutato dal suo stesso popolo che praticamente non lo ha mai visto. Trascorre quasi tre anni a Fort Elmina per poi ottenere il permesso di tornare con gli ashanti ma, deluso, si suicida. Nel frattempo Kwasi cerca fortuna nelle Indie orientali olandesi ma non vi riesce, in parte per il razzismo del personale olandese ivi impiegato ed in particolare per le vessazioni di un suo vecchio compagno di classe invidioso, ora suo superiore.

## L'opera
Il libro è basato in parte sull'esperienza traumatica personale di Japin ed in parte sulle ricerche storiche compiute dallo stesso autore sul periodo coloniale nella Costa d'Oro olandese. Il racconto si svolge tra l'Africa, Weimar ed i Paesi Bassi.
Durante le sue ricerche, Japin è incappato nella storia di Badu Bonsu II, un sovrano ghanese che si ribellò agli olandesi nel 1837 e venne per questo giustiziato e decapitato; la sua testa venne successivamente portata nei Paesi Bassi, all'università di Leida, al centro studi medici. Japin ritrovò la testa nel 2005. Nel marzo del 2009, il governo olandese annunciò ufficialmente l'intenzione di restituirla al governo ghanese per darle una sepoltura onorata, La cerimonia si svolse il 23 luglio 2009.

## Critica
Il libro fu un successo immediato nei Paesi Bassi, ed è oggi considerato un classico della letteratura moderna olandese. Il The New York Times l'ha definii "un racconto profondamente umano e nel contempo spettacolarmente esotico"; mentre il San Francisco Chronicle l'ha definito "una storia vera, piena di umanità." Il racconto è stato pubblicato anche in Ghana dove è stato accolto positivamente. Il giornale The Statesman ne ha così parlato: "Con una prosa semplice e pregnante, Japin è stato in grado di dar voce ad una figura storica, mettendo in luce i peccati del passato del paese dell'autore, come pure quelli del re degli Ashanti."